# Geirr Tveitt
Niels Geirr Tveitt (19. oktober 1908 – 1. februar 1981 i Norge) var en norsk komponist, pianist og musikteoretiker.
Hans musik er dybt forankret i norsk folkemusik. Alligevel er det en original og teoretisk stringent bearbejdelse af det folkemusikalske udgangspunkt.
Han var meget produktiv, men mange af hans kompositioner gik tabt da hans hjem brændte i 1970.

## Udvalgte værker
- Symfoni nr. 1 "Juleaften" (1958) - for orkester
- "Sol Guds" Symfoni (nr. 2) (1958) - for orkester
- "Prillar i G" (1931)(symfonisk digtning) - for orkester
- "Nykken" (Et symfoniske billede) (1956) - for orkester
- "Baldurs drømme" (1938) - ballet (tabt i anden verdenskrig )